# Опоясанный двуклинник
Опоя́санный двукли́нник — один из многогранников Джонсона (J90, по Залгаллеру — М24).
Составлен из 24 граней: 20 правильных треугольников и 4 квадратов. Каждая квадратная грань окружена квадратной и тремя треугольными; среди треугольных граней 12 окружены квадратной и двумя треугольными, остальные 8 — тремя треугольными.
Имеет 38 рёбер одинаковой длины. 2 ребра располагаются между двумя квадратными гранями, 12 рёбер — между квадратной и треугольной, остальные 24 — между двумя треугольными.
У опоясанного двуклинника 16 вершин. В 4 вершинах сходятся две квадратных грани и две треугольных; в 8 вершинах — квадратная и четыре треугольных; в остальных 4 — пять треугольных.

## Метрические характеристики
Если опоясанный двуклинник имеет ребро длины {\displaystyle a}, его площадь поверхности и объём выражаются как
{\displaystyle S=\left(4+5{\sqrt {3}}\right)a^{2}\approx 12{,}6602540a^{2},}
{\displaystyle V\approx 3{,}77763a^{3}.}

## В координатах
Опоясанный двуклинник с длиной ребра {\displaystyle 2} можно расположить в декартовой системе координат так, чтобы его вершины имели координаты
- {\displaystyle \left(\pm 1;\;0;\;2{\sqrt {1-\xi ^{2}}}+{\frac {\sqrt {2+8\xi -8\xi ^{2}}}{2}}\right),}
- {\displaystyle \left(\pm 1;\;\pm 2\xi ;\;{\frac {\sqrt {2+8\xi -8\xi ^{2}}}{2}}\right),}
- {\displaystyle \left(\pm \left(1+{\sqrt {\frac {3-4\xi ^{2}}{1-\xi ^{2}}}}\right);\;0;\;{\frac {1-2\xi ^{2}}{\sqrt {1-\xi ^{2}}}}+{\frac {\sqrt {2+8\xi -8\xi ^{2}}}{2}}\right),}
- {\displaystyle \left(0;\;\pm \left(1+{\sqrt {\frac {3-4\xi ^{2}}{1-\xi ^{2}}}}\right);\;-{\frac {1-2\xi ^{2}}{\sqrt {1-\xi ^{2}}}}-{\frac {\sqrt {2+8\xi -8\xi ^{2}}}{2}}\right),}
- {\displaystyle \left(\pm 2\xi ;\;\pm 1;\;-{\frac {\sqrt {2+8\xi -8\xi ^{2}}}{2}}\right),}
- {\displaystyle \left(0;\;\pm 1;\;-2{\sqrt {1-\xi ^{2}}}-{\frac {\sqrt {2+8\xi -8\xi ^{2}}}{2}}\right),}

где {\displaystyle \xi \approx 0{,}7671311} — четвёртый по величине после наибольшего действительный корень уравнения
{\displaystyle 256x^{12}-512x^{11}-1664x^{10}+3712x^{9}+1552x^{8}-6592x^{7}+1248x^{6}+4352x^{5}-2024x^{4}-944x^{3}+672x^{2}-24x-23=0.}
При этом две оси симметрии многогранника будет совпадать с биссектрисами координатных углов плоскости xOy, а две плоскости симметрии — с плоскостями xOz и yOz.